# Valles Marineris
Pour les articles homonymes, voir Valles et Mariner.
Valles Marineris (« les vallées de Mariner », en latin, en mémoire de sa découverte en 1971 par la sonde spatiale Mariner 9) est un vaste système de canyons à proximité de l'équateur de la planète Mars. Il s'agirait d'un énorme fossé d'effondrement vallis de près de 3 770 km, élargi par l'érosion jusqu'à atteindre localement une largeur de 600 km sur 10 km de dénivèlement. Près de dix fois plus importants que le Grand Canyon du parc national du Grand Canyon des États-Unis, il est la plus importante structure de ce type connue à ce jour dans le Système solaire.

## Géographie
En raison de ses dimensions, Valles Marineris recouvre un ensemble de régions bien caractérisées. Il se situe entre le renflement de Tharsis — notamment Syria Planum et Noctis Labyrinthus — à l'ouest, et Margaritifer Terra à l'est, dans les quadrangles de Phoenicis Lacus, de Coprates et de Margaritifer Sinus. 

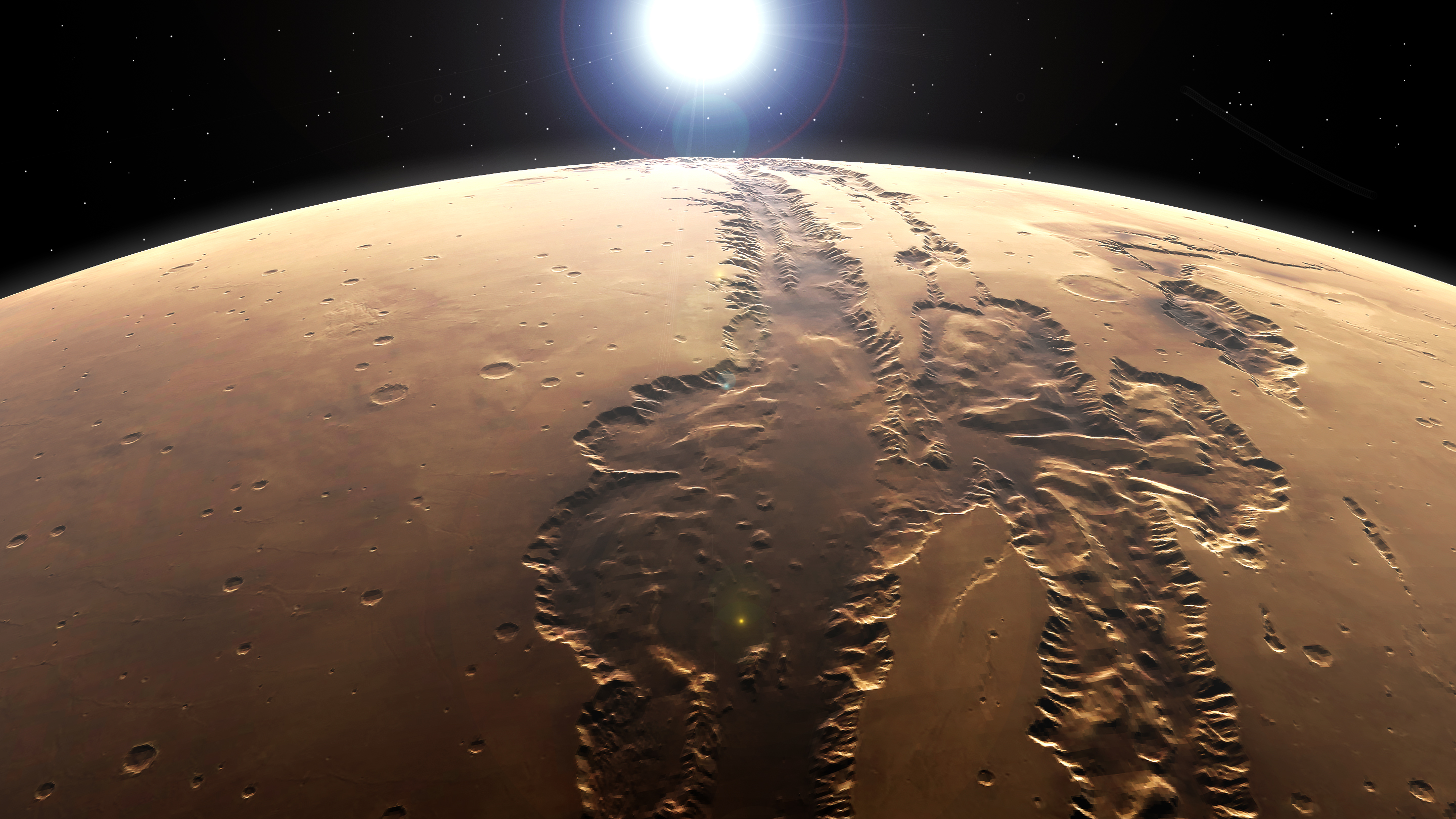
Vue d'artiste de Valles Marineris avec Melas Chasma, Candor Chasma et Ophir Chasma au premier plan.

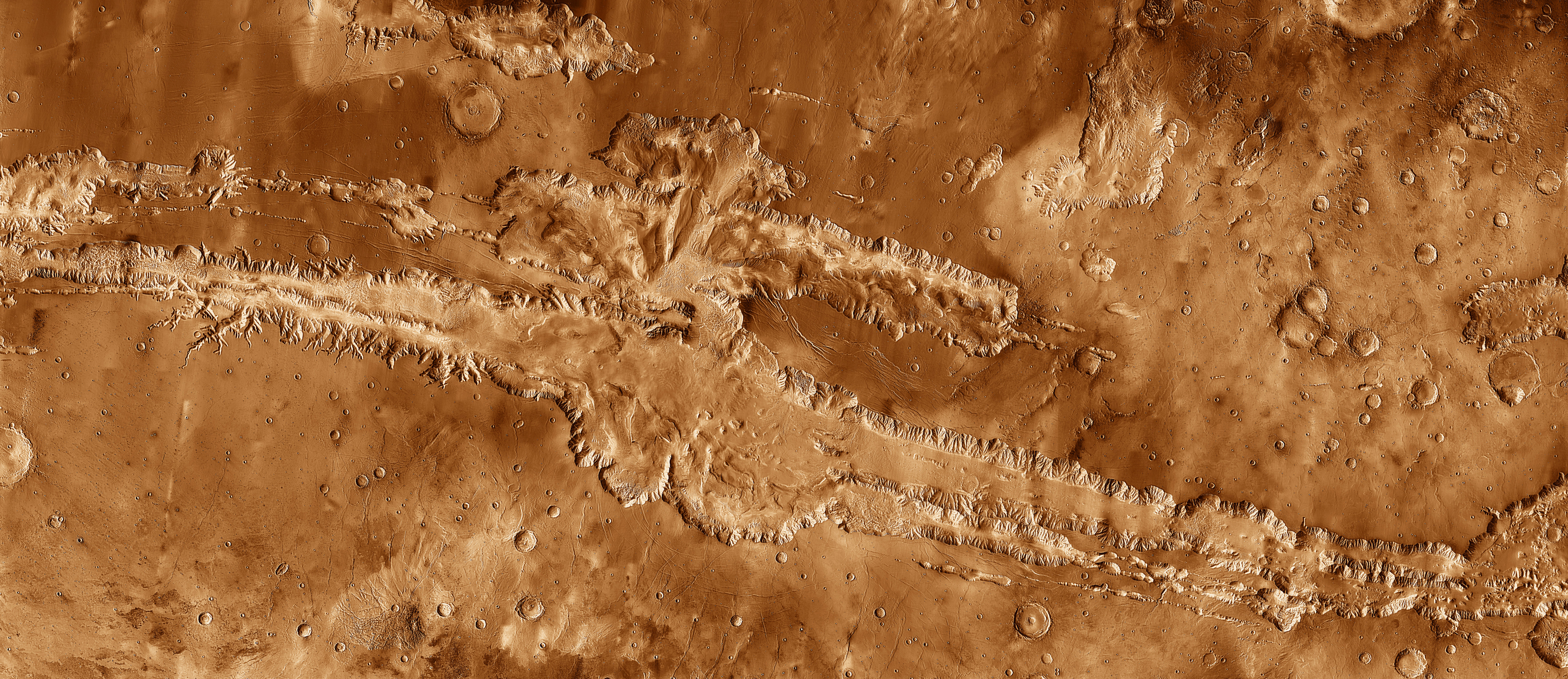
Mosaïque d'images du spectromètre imageur THEMIS prises de jour par la sonde 2001 Mars Odyssey.

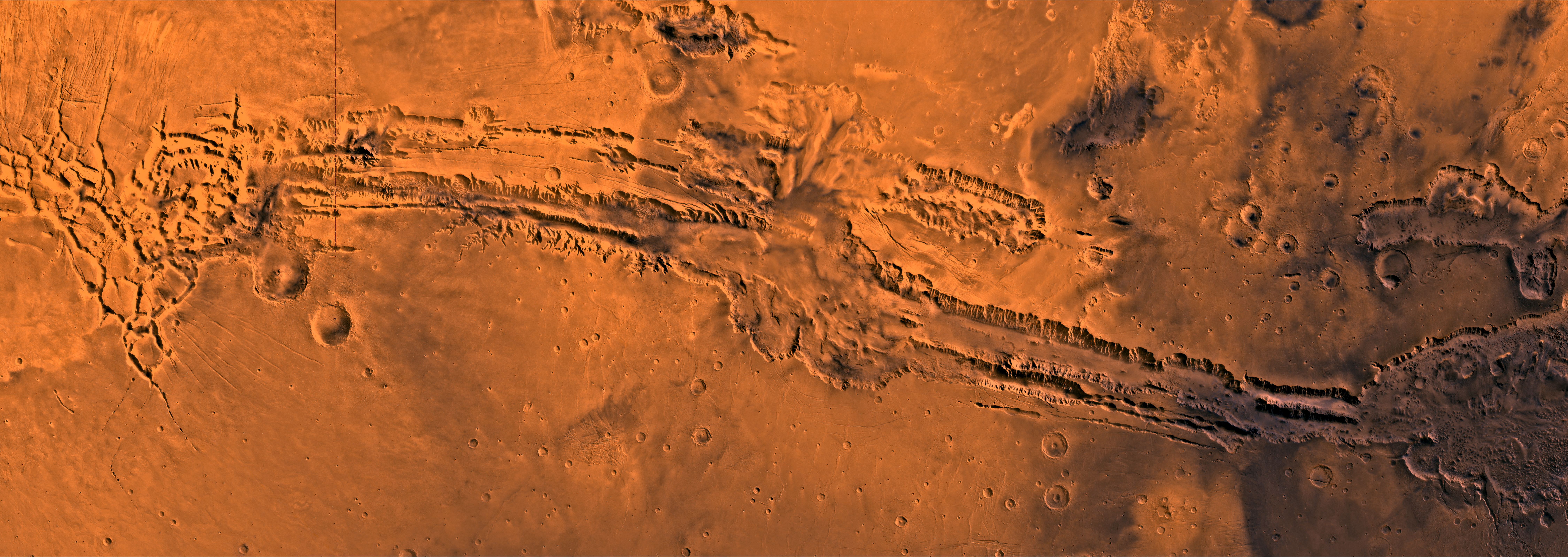
Image composée à partir de photos du programme Viking, de gauche à droite : Noctis Labyrinthus, Ius Chasma, Candor Chasma, Melas Chasma, Ophir Chasma, Corprates Chasma, Capri Chasma.

Centré par 13,7° S et 300,8° E et s'étendant sur 3 770 km, son plancher se situe couramment à 5 km sous le niveau de référence martien tandis que les plateaux qu'il traverse ont une altitude dépassant par endroits 5 km au-dessus du niveau de référence martien, ce qui conduit à des dénivelés généralement voisins de 10 000 m.

### Noctis Labyrinthus

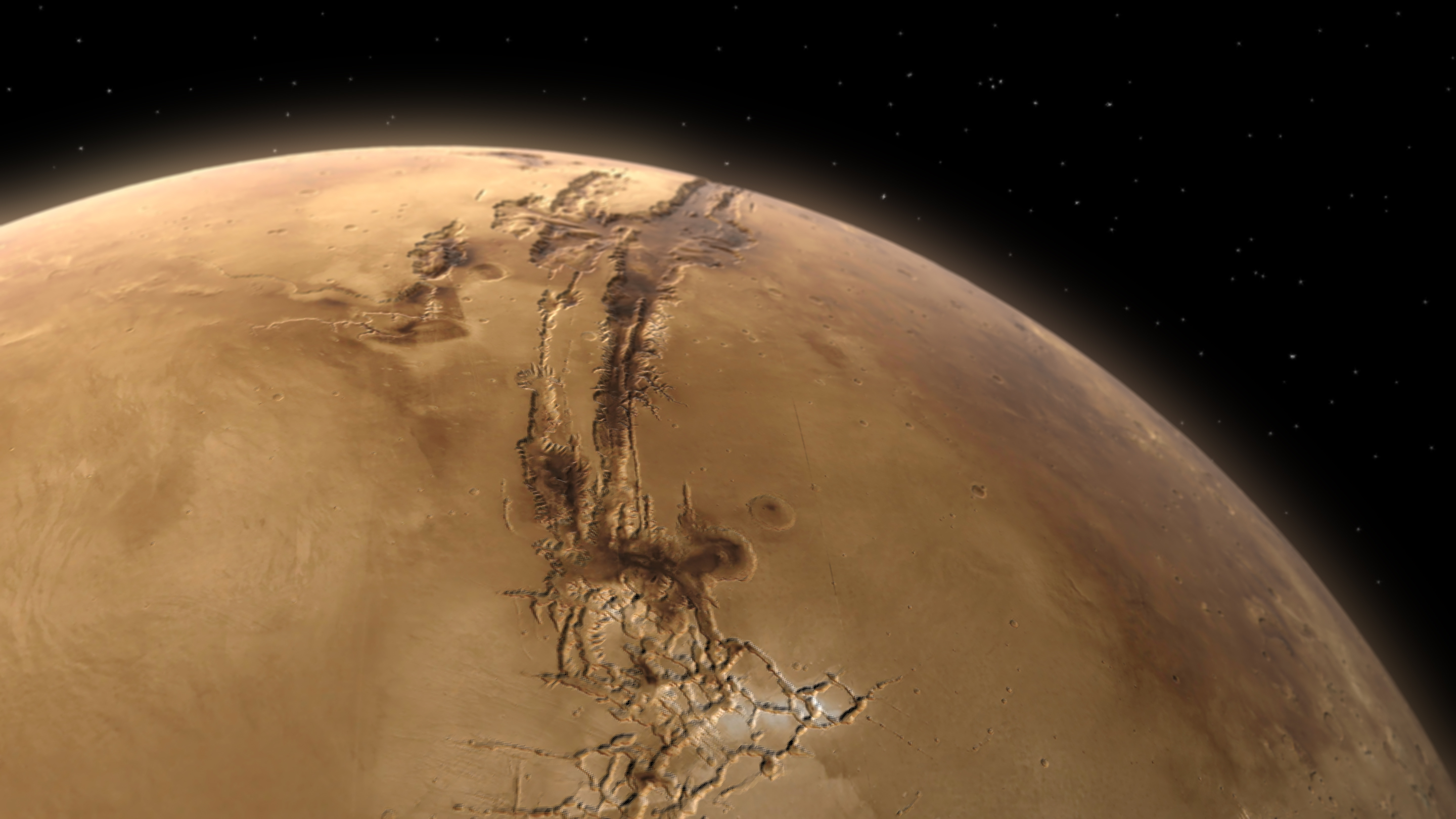
Vue d'artiste, Noctis Labyrinthus au premier plan.

Le système de canyons prend naissance, tout à fait à l'ouest de la région, dans Noctis Labyrinthus, au nord de Syria Planum et à l'est de Pavonis Mons, le volcan central de Tharsis Montes. Il s'agit d'un réseau de profonds sillons entrecroisés fracturant un plateau très élevé, dont l'altitude dépasse 7 000 m au-dessus du niveau de référence martien tandis que les sillons sont parfois profonds de près de 5 000 m. La surface du plateau serait d'origine volcanique, issue du renflement de Tharsis et plus particulièrement de Syria Planum, tandis que les fractures proviendraient des forces d'expansion de l'écorce martienne à l'œuvre dans toute cette région. Les terrains situés en contrebas des parois de ces fractures ont été façonnés par différents types d'érosion, qui conduisent à des morphologies assez variables, de la plus lisse à la plus chaotique.

### Tithonium Chasma et Ius Chasma
Valles Marineris commence, stricto sensu au niveau du cratère Oudemans, au nord de Sinai Planum. Deux longs canyons parallèles constituent la moitié occidentale du système : Tithonium Chasma (810 km de long) au nord, et Ius Chasma (938 km de long) au sud. Ce dernier est le plus large et le plus profond des deux, et se situe dans l'axe principal de la formation. Il est lui-même scindé longitudinalement en deux par Geryon Montes dans sa partie ouest sur près de la moitié de sa longueur, avant de s'élargir en se creusant dans sa partie est. À ce niveau, le plateau environnant est un peu moins élevé (environ 4 000 m d'altitude) et la profondeur d'Ius Chasma atteint par endroits 8 000 m.

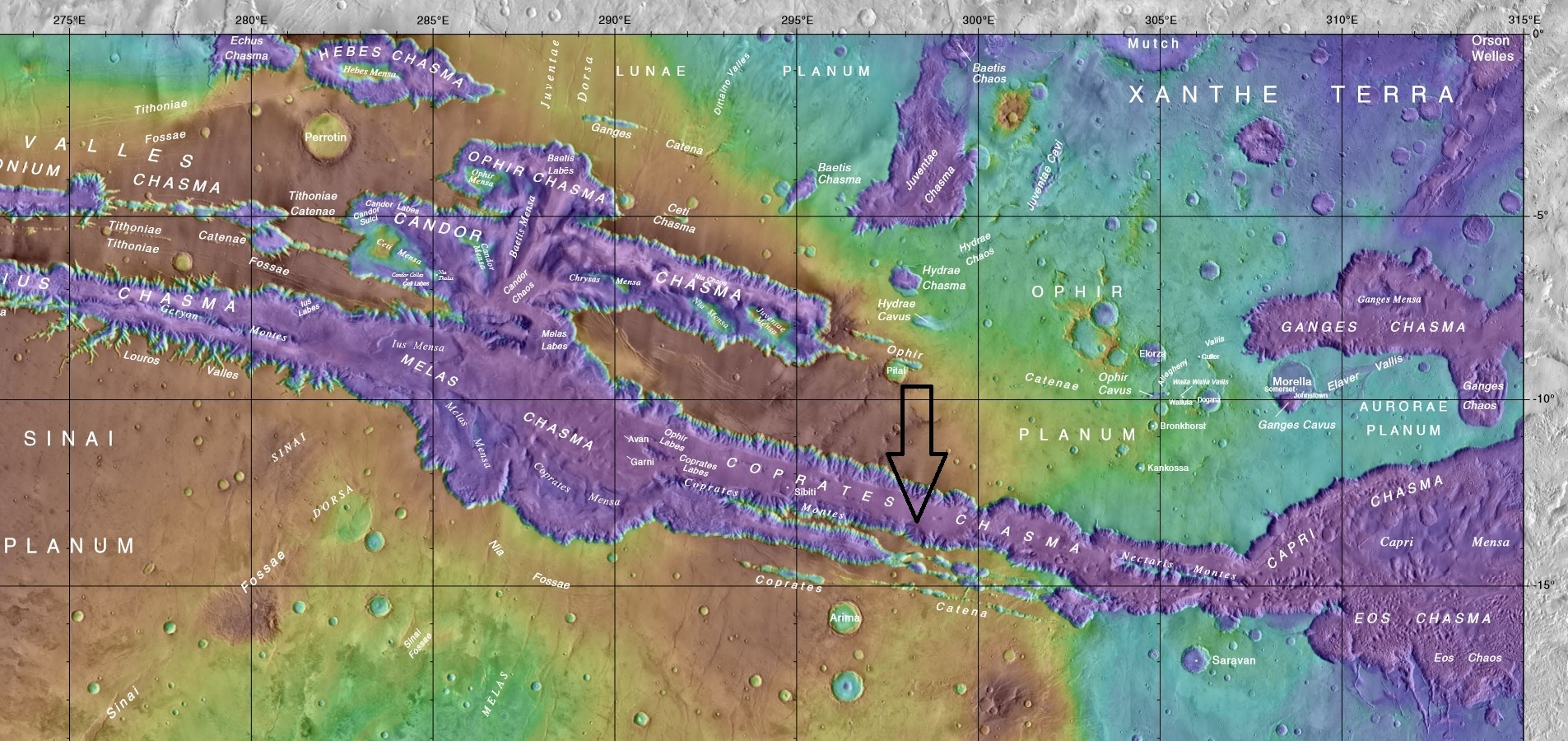
Carte topographique de Valles Marineris, la flèche indique la présence d'écoulements saisonniers.

Le fond de ces canyons est constitué essentiellement des débris issus de glissements de terrain, facilités semble-t-il par le sapement de l'eau fondue du pergélisol. Un grand nombre de vallées transversales sectionnent la paroi méridionale d'Ius Chasma, notamment Louros Valles.

### Ophir Chasma, Candor Chasma et Melas Chasma

Restitution informatique avec relief exagéré.

La région centrale de Valles Marineris est celle où trois vastes canyons parallèles se rejoignent en une structure unique de l'ordre de 600 km de large : Ophir Chasma (317 km de long) à l'extrême nord, Candor Chasma (813 km de long) dans le prolongement de Tithonium Chasma, et Melas Chasma (547 km de long) dans le prolongement d'Ius Chasma. C'est le début de la partie la plus profonde de la région, avec un fond situé à plus de 5 000 m sous le niveau de référence, d'où une hauteur d'escarpement de plus de 9 000 m à cet endroit.

Valles Marineris vu par la sonde Mars Express.

La nature très variable des terrains situés au fond des trois grands canyons de ce tronçon indique des origines aussi bien éoliennes que volcanique, et des âges allant de l'Hespérien à l'Amazonien parfois récent. L'action de l'eau est également suspectée à travers des régions chaotiques telles que Candor Chaos.

### Coprates Chasma
Melas Chasma se prolonge à l'est par Coprates Chasma (966 km de long), dont le fond se situe en moyenne 5 000 m sous le niveau de référence tandis que les plateaux environnants culminent localement à près de 6 000 m au sud du cratère Ophir. Contrairement à l'extrémité occidentale de Valles Marineris, les terrains de cette région ne sont pas affectés par le volcanisme, mais seulement par l'érosion, qui entaille des couches géologiques anciennes et très nettement visibles.

### Ganges Chasma, Capri Chasma et Eos Chasma
La partie occidentale de Valles Marineris se développe au niveau d'Aurorae Planum en trois canyons parallèles : Ganges Chasma (584 km de long) à l'extrême nord, Capri Chasma (1 275 km de long) au nord et Eos Chasma (1 413 km de long), ces deux dernières chasmata étant séparées par Capri Mensa (qui n'atteint jamais le niveau de référence) et Eos Mensa (qui culmine à un peu plus de 2 000 m d'altitude) tandis que la première est séparée des deux autres par Aurorae Planum (qui culmine également à environ 2 000 m). Le fond des canyons devient très chaotique, notamment au niveau de Ganges Chaos au nord et d'Eos Chaos au sud.

### Aurorae Chaos, Hydraotes Chaos et Chryse Chaos
Ganges Chasma, Capri Chasma et Eos Chasma débouchent toutes trois dans Aurorae Chaos, région s'étendant sur quelque 750 km et particulièrement chaotique, alimentée également par trois autres régions similaires mais plus petites : Aureum Chaos (368 km de large), Arsinoes Chaos (230 km de large) et Pyrrhae Chaos (189 km de large), en bordure nord-ouest de Margaritifer Terra. Ces terrains se situent environ 4 500 m sous le niveau de référence, ceux de Margaritifer étant plus élevés de 1 000 à 2 000 m. Ils descendent lentement et de façon irrégulière au niveau d'Hydraotes Chaos, où débouche Ravi Vallis en provenance d'Oxia Chaos, avec une altitude localement inférieure à 5 000 m sous le niveau de référence.
C'est au niveau de Chryse Chaos que débouche Valles Marineris dans le bassin de Chryse Planitia, où se perdent Simud Valles et Tiu Valles, parallèlement auxquelles débouche également Ares Vallis en provenance d'Aram Chaos et de l'est de Margaritifer Terra. Paradoxalement, toute cette région se trouve aujourd'hui à une altitude un peu supérieure à 4 000 m sous le niveau de référence, c'est-à-dire près d'un kilomètre au-dessus des régions situées en amont dans les canyons de Valles Marineris.

## Géologie

### Origine

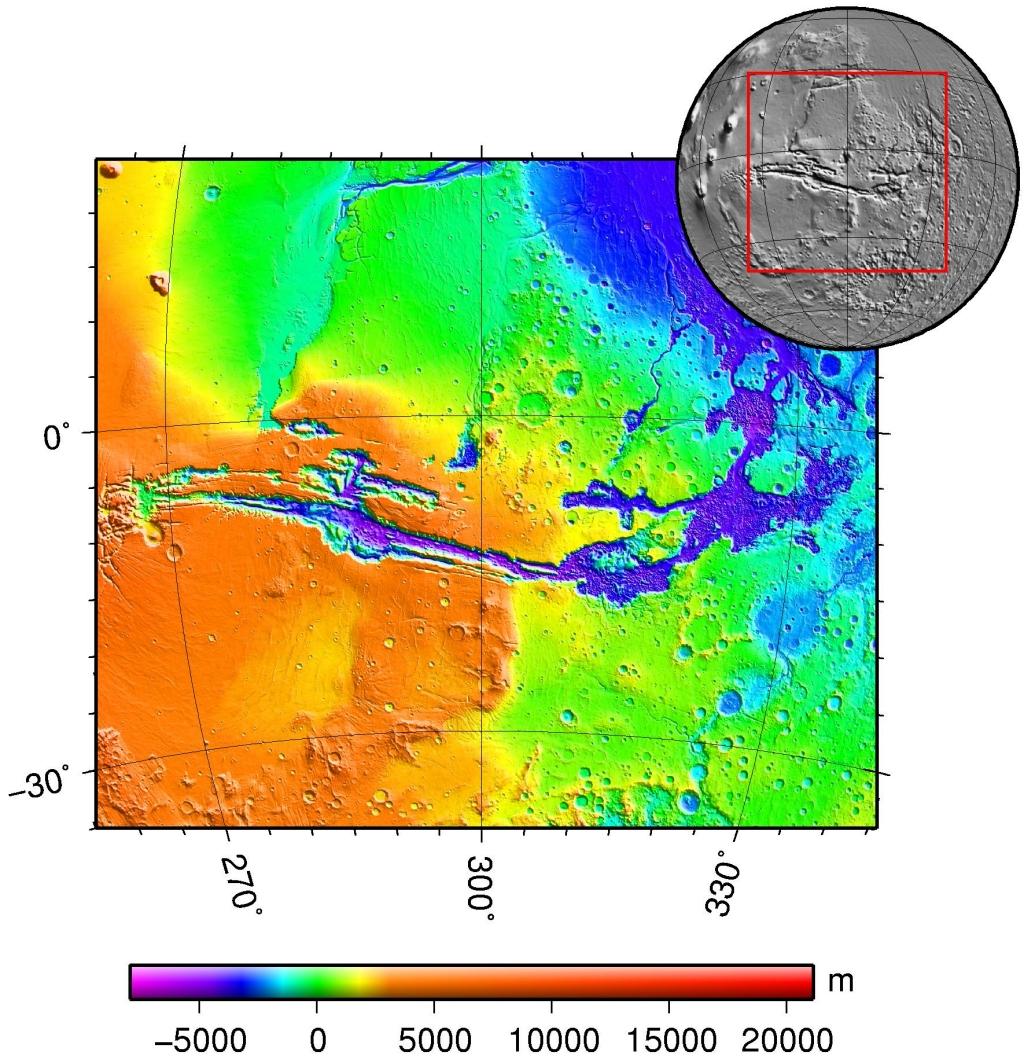
Situation et topographie de Valles Marineris.

La région de Valles Marineris se trouve au cœur de l'unité géologique la plus spectaculaire et la plus complexe de Mars, dont chaque élément ne peut être compris qu'à travers la dynamique de l'ensemble. Outre les canyons, elle comprend également cinq des six plus grands volcans de Mars : Alba Mons, Olympus Mons et les trois volcans formant l'alignement des Tharsis Montes. Toute cette région — qu'on désigne généralement comme le dôme de Tharsis — résulterait de la remontée d'un système de panaches mantelliques à l'origine de points chauds, matérialisés par les différents volcans de Tharsis et les renflements de Syria Planum, ainsi que des fossés de Noctis Labyrinthus. Au sud de cette région, c'est tout un fragment de croûte qui se serait soulevé et déplacé avec un mouvement de translation vers le sud doublé d'une rotation dans le sens inverse des aiguilles d'une montre.

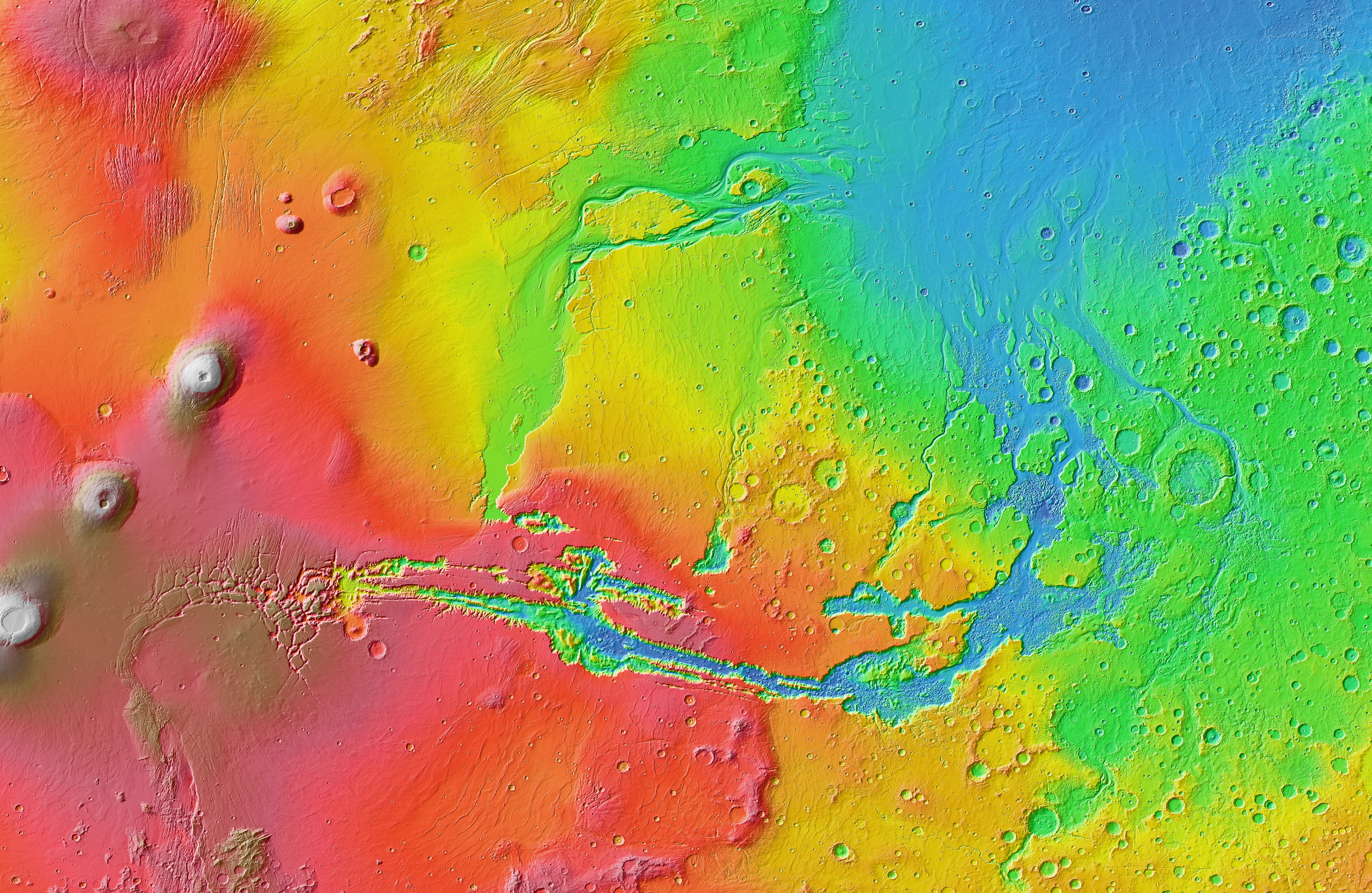
Topographie de Valles Marineris (à partir de MOLA).

Bien que Mars soit généralement considérée comme un planète à une plaque, selon certains auteurs, l'unité géologique constituée par Syria Planum, Solis Planum et Thaumasia Planum pourrait être vue comme une ébauche de plaque lithosphérique, soulevée et déplacée vers le sud en formant, au sud, un début de convergence au niveau de Claritas Fossae, Coracis Fossae et Nectaris Fossae, tandis qu'au nord apparaissait l'énorme rift long de 4 000 km au niveau de Noctis Labyrinthus et, surtout, de Valles Marineris, dont l'origine tectonique par l'étirement nord-sud de l'écorce martienne avait été pressentie dès la fin des années 1970 par l'analyse des images retransmises par la sonde orbitale Viking 1.

### Évolution
Valles Marineris apparaît donc comme un système de fossés d'effondrement élargi par l'érosion jusqu'à atteindre localement une largeur de 600 km et une profondeur maximale proche de 10 km. L'érosion en question serait d'origine largement hydrologique (eau sur Mars), comme en témoigne la présence de sulfates hydratés, dont l'épaisseur des dépôts forme parfois de véritables montagnes,, et de vallées dendritiques témoignant de l'existence passée d'un réseau de cours d'eau permanent et durable. De surcroît, l'étude détaillée des images prises par les nombreuses sondes a révélé des formations rocheuses interprétées comme des traces d'activité fluviale très prolongée et l'analyse par Mars Global Surveyor des anomalies gravitationnelles au-dessus de cette région a montré que la signature de Valles Marineris s'étend jusque dans le bassin de Chryse Planitia, ce qui donne une idée de la quantité de matériaux charriés hors de ces canyons par l'érosion fluviale continue sur une période de temps suffisamment longue. Si les traces de volcanisme et d'activité fluviale sont patentes dans Valles Marineris, les parois de ces canyons ont surtout été altérées, à l'Amazonien, par l'érosion éolienne et les glissements de terrain, souvent de très grande ampleur ; mais ces altérations révèlent à leur tour les traces d'anciens écoulements souterrains le long des failles ainsi mises à nu.

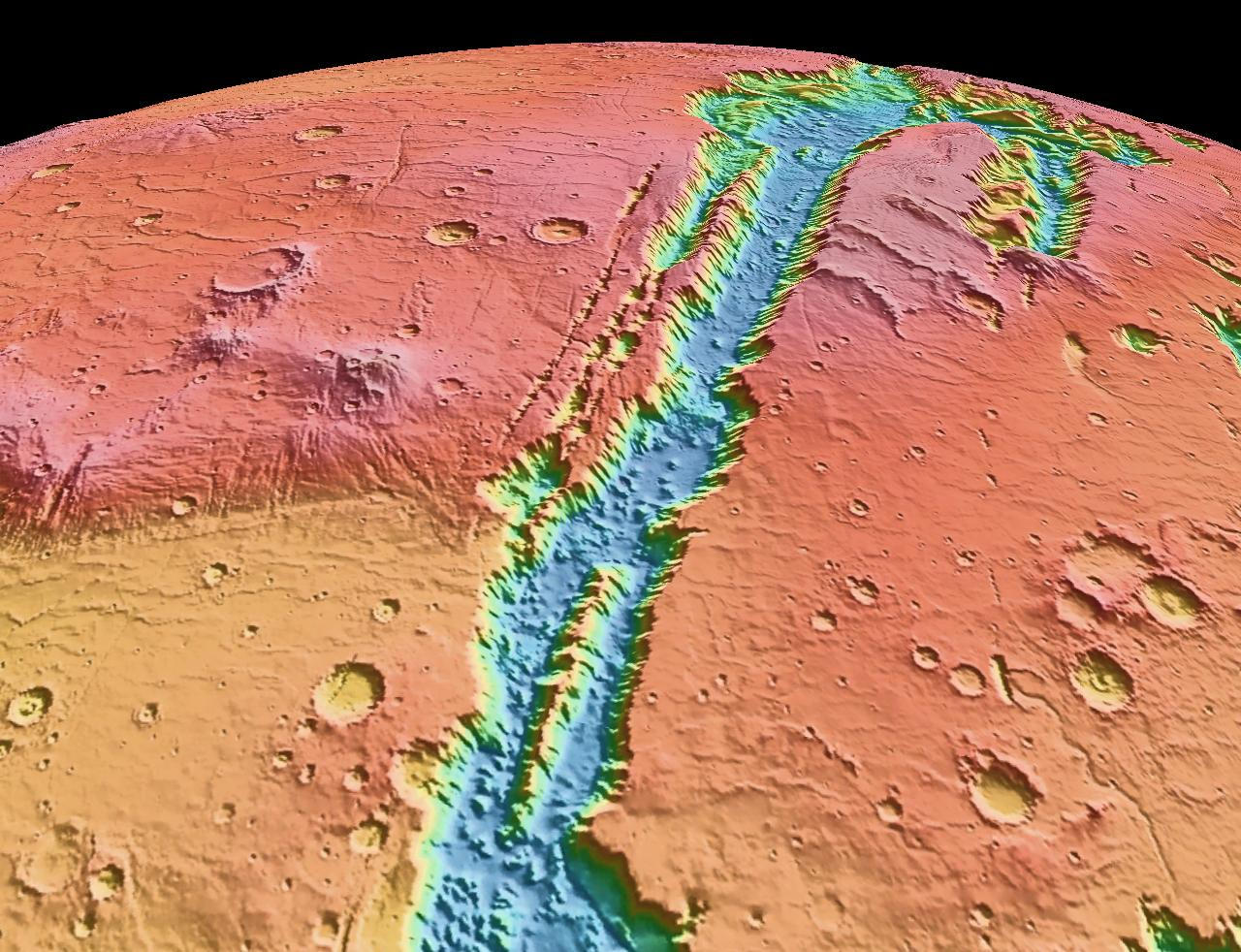
Relief de Valles Marineris restitué en perspective.

La nature des terrains formant le fond des canyons n'est toujours pas très bien comprise, notamment quant à la part entre origine volcanique et origine sédimentaire. Le volcanisme serait a priori plus significatif à l'ouest des canyons, à proximité de Syria Planum, et les terrains sombres qualifiés de « dépôts intérieurs stratifiés » situés dans la région de Tithonium Chasma seraient volcaniques.

## Au cinéma
- 2002 : Stranded, film de science fiction de María Lidón.